# Prince Heathen
| Recensione | Giudizio |
| ---------- | -------- |
| AllMusic   | [ 1 ]    |

Prince Heathen è un album discografico a nome di Martin Carthy and Dave Swarbrick, pubblicato dalla casa discografica Fontana Records nel 1969.

## Tracce
Lato A
1. Arthur McBride and the Sergeant – 3:18 (Tradizionale; arrangiamento di Martin Carthy e Dave Swarbrick)
2. Salisbury Plain – 2:48 (Tradizionale: arrangiamento di Martin Carthy)
3. Polly on the Shore – 3:50 (Tradizionale: arrangiamento di Martin Carthy)
4. The Rainbow – 2:45 (Tradizionale; arrangiamento di Martin Carthy e Dave Swarbrick)
5. Died for Love – 1:51 (Tradizionale: arrangiamento di Martin Carthy)
6. Staines Morris – 3:22 (Tradizionale; arrangiamento di Martin Carthy e Dave Swarbrick)
7. Reynardine – 3:08 (Tradizionale; arrangiamento di Martin Carthy e Dave Swarbrick)

Lato B
1. Seven Yellow Gypsies – 5:10 (Tradizionale; arrangiamento di Martin Carthy)
2. Little Musgrave and Lady Barnard – 9:30 (Tradizionale; arrangiamento di Martin Carthy)
3. Prince Heathen – 6:53 (Tradizionale; arrangiamento e adattamento di Martin Carthy e Dave Swarbrick)
4. The Wren – 1:40 (Tradizionale; arrangiamento di Martin Carthy e Dave Swarbrick)

## Musicisti
- Martin Carthy - voce, chitarra
- Dave Swarbrick - fiddle